# Haroldia
Haroldia is een vliegengeslacht uit de familie van de roofvliegen (Asilidae).

## Soorten
- H. oldroydi Londt, 1999
- H. trivialis (Oldroyd, 1974)